# Ланциры

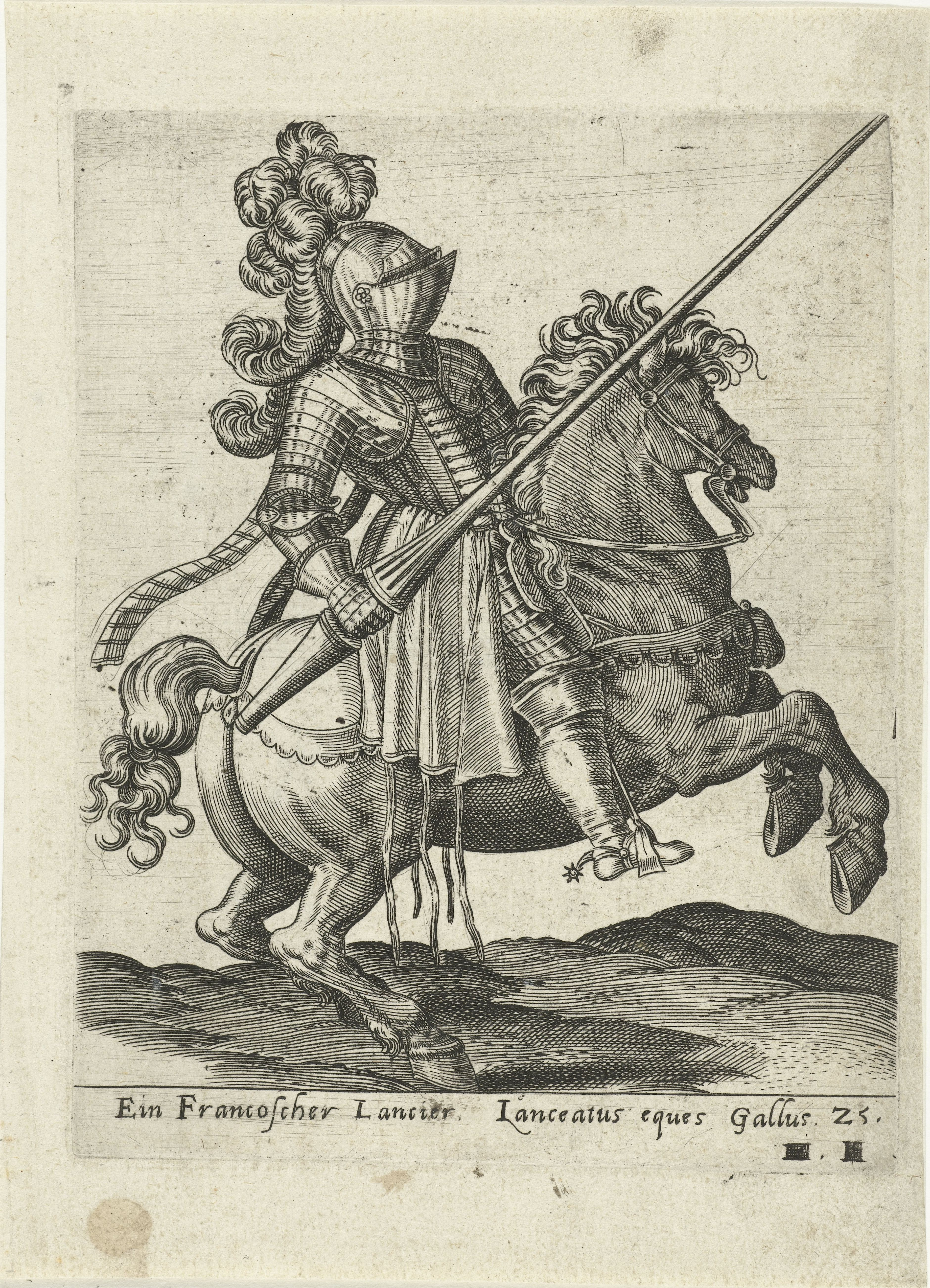
Французский ланцир. Гравюра Авраама де Брейна (1577)

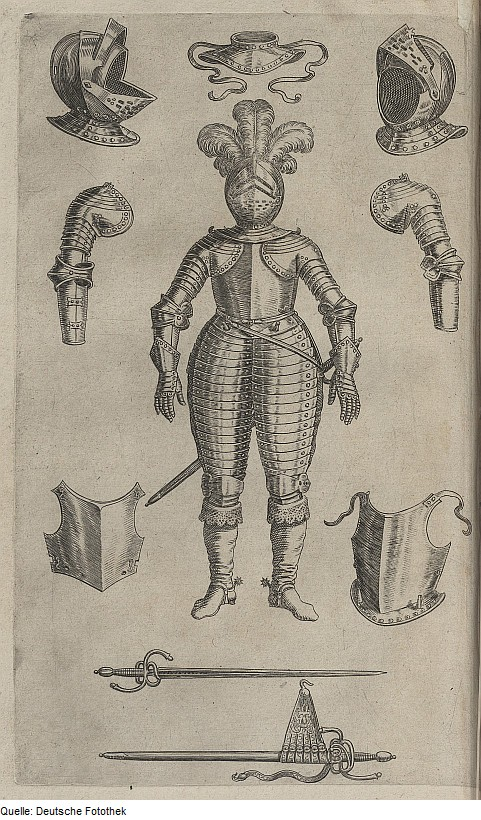
Доспехи и оружие ланцира. Гравюра Иоганна Якоба фон Вальхаузена из «Военного искусства кавалерии» (1616)

Ланцир, Ланциер  (нем. Lanzierer — «копейщик» от нем. Lanzen — «копье») или Ланцер (англ. Lancer) вид тяжелой кавалерии вооруженных копьями в армиях Центральной Европы раннего Нового времени, аналогичный поздним жандармам. Облегченный тип, получивший распространение в Англии, носил название как полу-ланцер (англ. Demi-lancer).
К середине  XVI века в армиях германских государств составляли копейную составляющую смешанных конных штандартов, состоящих из ланциров, кирасир и карабинеров.

## История существования

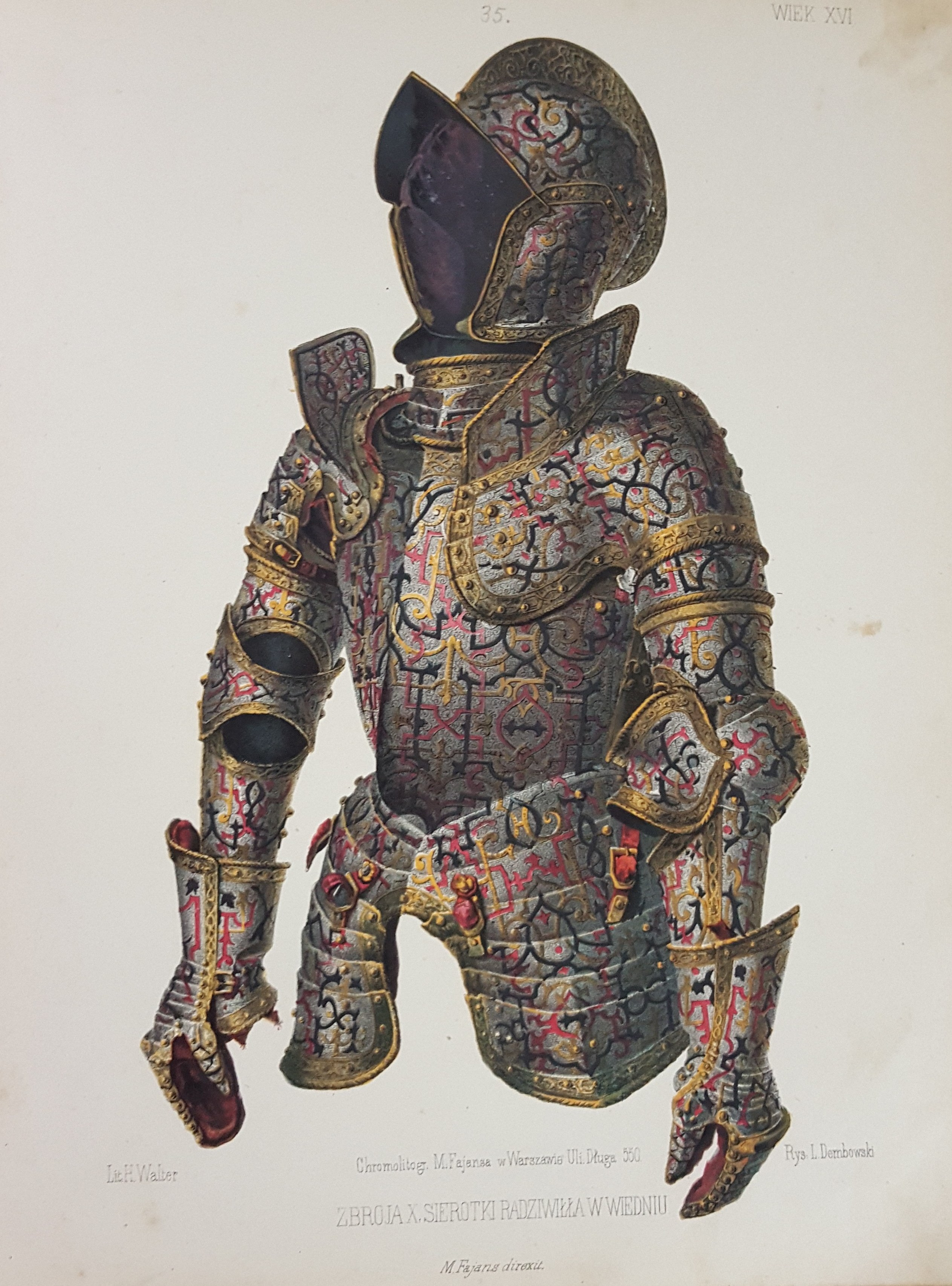
Половинчатые доспехи со шлемом цвета бургонет, часто носимая полу-лансерами

Начиная с середины XVI века с ростом численности армий  в европейских государствах началась коренная трансформация тяжелой кавалерии. В очередь значительно изменился её социальный состав, но также значительно изменилось снаряжение и тактика боя. В тяжелой кавалерии происходила постепенная замена знатных рыцарей на оруженосцев-латников, принадлежащими к низшему дворянству или даже простому сословию. Если изначально тяжелое копьё было вооружение только рыцаря, то уже теперь тяжелым копьем вооружались представители более простых войнов, что в значительной мере сказалось на снаряжении. Во-первых, произошла замена экипировки на менее дорогих коней, так называемых «борцовских лошадей» («низкорослые лошади» по нем. Ringerpferde). Во-вторых, исчез полный конный доспех всадника с конём.  От защиты коня отказались, а защита самого всадника превратилась в неполные латы, которые покрывали только две трети тела — с головы до колен. Подобный доспех использовали кирасиры и карабинеры, а позже рейтары. Между собой они отличались уровнем защиты рук, ног и головы. Самая лучшая защита была у ланциров.
К середине XVII лансайеры были укомплектованы самыми лучшими борцовскими лошадьми, защитой, облегченным копьем, конным мечом и пистолетами с колесцовым замком и представляли в смешанных конных штандартах самых тяжелых всадников. Их основная задача заключалась в прорыве вражеских рядов таранным ударом.
Благодаря появлению подвижных рейтар (облегченных кирасир) прощание с копьеносной кавалерией началось в Германии  уже в середине XVI века, во Франции копьеносная кавалерия продержалась до 1580 года, а в Англии - до 1600 года. Битва при Кутра в 1587 году во время Гугенотских войн знаменует конец тяжелого копья в континентальной Европе. 1300 всадников протестантской армии в доспехах с пистолетами, при поддержке огня пехоты, после непродолжительного боя разбили 2000 конных жандармов католиков, вооруженных копьями, многие были захвачены в плен и удерживались для получения выкупа.
В первой трети Тридцатилетней войны ланциры влились в кирасир, образуя в их рядах линии прорыва, а отдельные ланцетные корнеты теперь существовали только как элитные лейб-роты в гвардии Валленштейна или в хорватском конном полку Изолани. Польские гусары сохраняли на вооружении тяжелое копье до конца 17 века.
Помимо увеличения использования стрелкового оружия в конном бою (караколла рейтар-кирасир и аркебузир), а также принятия пики на вооружение пехоты  пики  и огнестрельного оружия также ускорило снятие копья с вооружения всадников. Кроме того, использование тяжелого копья всадником требовало большего мастерства и практики, чем использование всадником стрелкового оружия.
Только с появлением улан копейная кавалерия снова получила широкое распространение, но в более легкой форме.

## Полу-ланцер
В XVI веке в тюдоровской Англии, в дополнение к латникам (англ. Lancer), которые обычно были экипированы в полную броню, появились так называемые полу-копейщики (нем.Halb-Lanzierer или англ. Demi-lancer). Они имели чуть более легкое копье и дополнительно были вооружены одним или двумя пистолетами в кобуре на седле и мечом. Полу-ланцер вместо полного доспеха на доспех в три четверти или половину (с короткими набедренниками). Кираса и плечевые пластины были пуленепробиваемыми. В качестве защиты головы всадника вместо закрытого шлема стали носить открытый шлем, напоминающий бронированную «балаклаву». Доспехи для ног были заменены длинными кожаными сапогами, которые обеспечивали хоть какую-то защиту от холодного оружия. Лошади были без доспехов. Полу-ланцеты были характерны для раннего современного развития уменьшенной брони с одновременным увеличением ее толщины для защиты жизненно важных участков тела от обстрела из стрелкового оружия, которое в то время становилось все более распространенным, такого как аркебузы, а затем и мушкеты. Отказ от защиты коня также значительно повысило мобильность кавалериста при одновременном снижении затрат и требований к уходу. Как и другие современные им виды кавалерии, Полу-ланцеры часто использовались для атаки фланга противника и преследования убегающего врага. Полу-лансеры были сыграли заметную роль в английских войсках, участвовавших в Голландской войне за независимость, и были мобилизованы в рамках обороны Англии от угрозы вторжения, исходившей от испанской армады. Всего в Англии в 1588 году, в год Армады, было создано 2711 полу-лансеров. Английские полу-лансеры комплектовались как ополчение за счет феодального сбора с дворян и духовенства.